# Fandom de Shrek

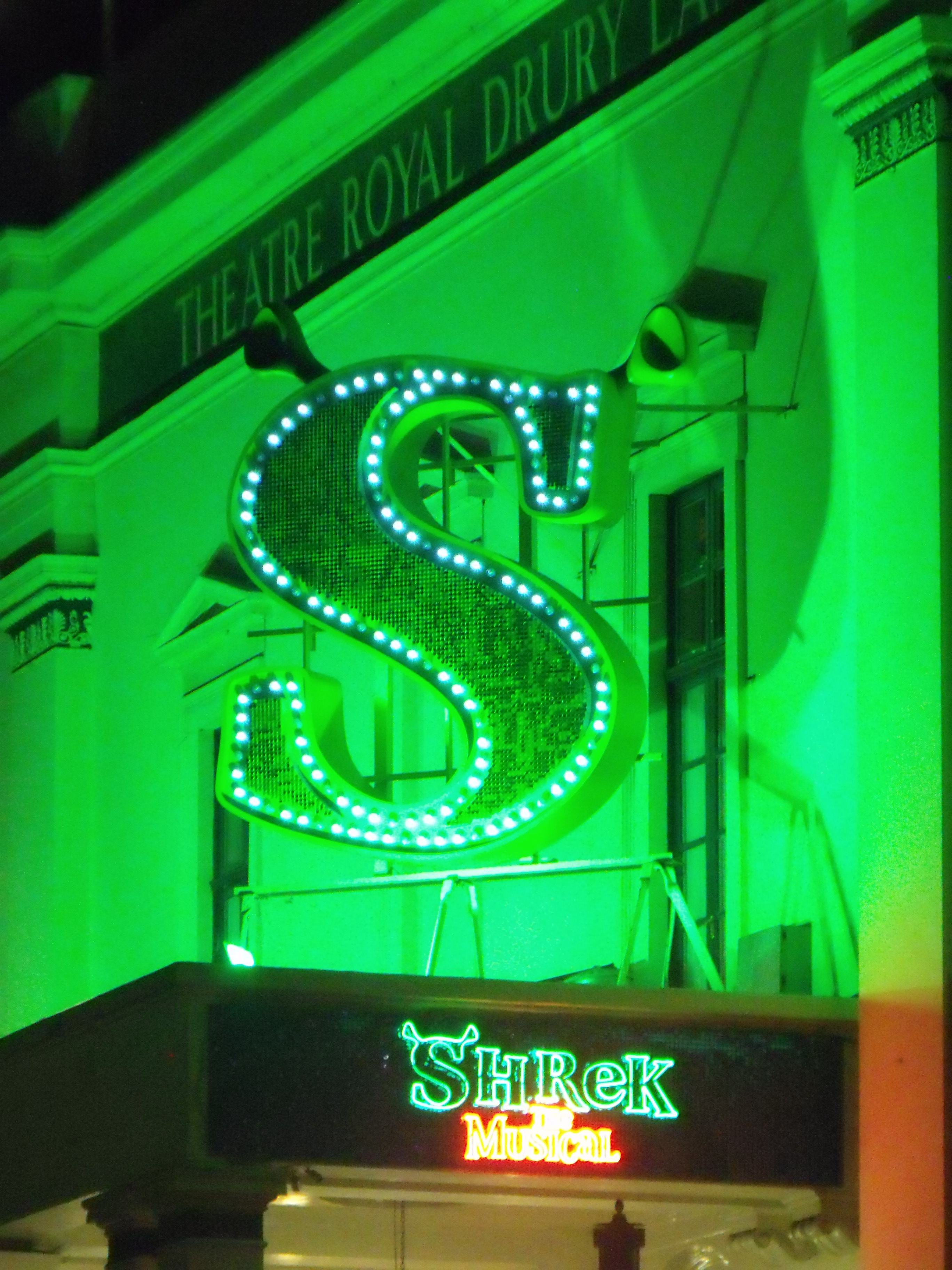
Teatro Royal Drury Lane, recinto de Londres en el que estrenó el musical.

La franquicia de Shrek, la cual pertenece al estudio de animación DreamWorks Animación y está basada en el libro homónimo escrito por William Steig, tiene un gran fandom underground en Internet que comenzó desde 2009. Algunas personas perciben que los fans de esta franquicia tienen un gusto irónico por las películas, de ahí que existan varios memes sexualmente explícitos basados en el personaje principal. El ejemplo más notable de este tipo de afinidad es un Metameme de 2013 centrado en un video llamado Shrek is love, Shrek is life, que se originó en el tablón /b/ de 4chan. Los fans de Shrek son conocidos como "Brogres", nombre derivado del palabra "Bronies", que utilizan los fans adolescentes y los adultos del programa My Litte Pony: Friendship is magic. A causa del fanatismo hacia la franquicia en el Internet, ha surgido un "movimiento cineasta de Shrek" hecho con el software de Source Filmmaker con el cual los animadores hacen videos basados en el personaje principal. De acuerdo con la revista New York, Shrek es "uno de los santos patronales de la compleja y elaborada cultura Dank" [memes excesivamente exagerados y sin sentido hasta el punto de ser irónicos].

## 2001–2012: Antecedentes y comienzos
La película Shrek, estrenada en 2001, está basada en el libro ilustrado del mismo nombre escrito por William Steig. Dicha producción cinematográfica ha recibido la aclamación de los críticos y ganó un Óscar; por otro lado, su secuela Shrek 2 (2004), en aquel entonces, fue la película animada con mayor recaudación en la historia de la taquilla estadounidense. Sin embargo, Dave Sims, corresponsal en la sección The wire de la revista The Atlantic designó a la segunda película como el comienzo del declive en cuanto a calidad y éxito comercial de la franquicia, pues escribió que ninguna de sus secuelas era memorable, ya que su humor se basaba en "bromas de mal gusto y parodias malas de celebridades". De igual modo, Sims observó que "la mediocridad de Shrek resultó tan risible que terminó siendo manipulada a través diversos filtros humorísticos del Internet, lo que resultó en una mezcla extraña de sinceridad y surrealismo". The Daily Dot escribió que, mientras los fans creaban y subían sus propios cómics e ilustraciones desde el lanzamiento de la primera película en 2001 a sitios como DeviantArt , "tomó cerca de 11 años que la obsesión en Internet hacia Shrek se transformara de algo gracioso a tener casi un carácter de culto".
La página oficial de Shrek en Facebook fue lanzada el primero de diciembre de 2009 por DreamWorks. El estudio la utilizó para promover los productos y secuelas derivadas de la franquicia a través del personaje principal, Shrek, quien les "hablaba" a sus fans por medio de las publicaciones. Dichas publicaciones fueron muy populares y llegaron a ganar entre 1000 y 2000 vistas más que cualquier otro tipo de publicación promocional de aquel entonces.
En 2010, año en el que se estrenó Shrek Forever After, la usuaria "cmara" publicó un cómic titulado Shadow begs Shrek en DeviantArt, en el que emparejó a Shrek con Shadow el erizo, un personaje de la serie Sonic the Hedgehog. Un escritor de Kotaku teorizó que una posible razón por la que había emparejado a estos dos personajes era porque ambos "intentaban actuar como si fueran demasiado geniales para 'cosas infantiles'. Como si fueran demasiado sofisticados, demasiado rudos. Estaban hechos el uno para el otro y para aproximadamente mil millones de personas entre 12 y 34 años". El cómic se hizo viral y lo que siguió fueron varios memes, incluyendo lo que el periodista Scott Meslow de The Week describió como “chistes horribles, photoshops mal hechos, fanfics bizarros", la mayor parte de ellos con contenido sexual explícito, y un juego del horror que giraba alrededor de Shrek acechando al jugador a través de un pantano. Ha habido listas que recopilan fan arts de Shrek, incluyendo una lista de enero del 2014 de Chloe Cole del sitio Dorkly de CollegeHumor “Los fan arts más perturbadores de Shrek y Shadow en Internet” y otra de Daniel Domínguez, escritor oficial del sitio web Smosh, “20 piezas de fan art de Shrek incómodamente sexuales", publicada en noviembre del 2013.

## 2012–al presente:ShrekChan, Shrek is Love, Shrek is Life
Mayo de 2012 marcó el lanzamiento de ShrekChan, un imageboard al estilo de 4chan para fans de Shrek, el cual estaba destinado para comentar de forma satírica y a veces de forma seria cualquier cosa relacionada con la saga de Shrek. Los fans de Shrek se apodan los “brogres”, que derivó del nombre para los fans adultos jóvenes de My Little Pony: La magia de la amistad conocidos como "bronies". El foro juntó a 500 000 visitantes el día 22 de marzo de 2014. En 2013, la popularidad de Shrek en línea llegó a lo que The Daily Dot describió como un "nivel completamente demente y nuevo" con un video fanmade titulado Shrek Is Love, Shrek Is Life, una adaptación de una historia publicada en 4chan que describía un encuentro sexual entre un niño de nueve años y Shrek después de que el padre del muchacho lo reprendiera por su obsesión por Shrek. Un Metameme basado en el video fue publicado en el foro paranormal de 4chan el 31 de enero de 2013, lo que condujo a la publicación en línea de muchas "ilustraciones perturbadoras" inspiradas en el post. Muchas duplicaciones del video también fueron publicadas, con el video y sus reproducciones juntando más de 90 millones de visualizaciones en mayo de 2016.
El 25 de marzo de 2014, el video fue un "destacado de la página web Cartoon Brew" y se le dio el lugar número 13 en el "Top 20 de historias de 2014" publicadas en el sitio. El video también apareció en la lista de Ashley Feinberg, escritora de Gizmodo, de los "11 videos más extraños en Youtube".
 

En 2014, ShrekChan cerró con un mensaje del fundador del foro:  
El meme de Shrek está muerto, ya es hora de dejar de intentar que esto siga. Es inevitable y tiene que suceder en algún momento. Muchos de ustedes que en verdad aman las películas de Shrek pueden pensar que el cierre de ShrekChan es una mala idea, pero espero que puedan encontrar otro sitio web donde discutir sobre el amor por Shrek.
Un periodista de la versión en inglés de la revista PC Magazine describió como "uno de los movimientos underground de Source Filmmaker más locos y divertidos"  a un "movimiento cineasta de Shrek" en el cual diversos animadores de Source Filmmaker hicieron una serie de videos a partir de la obsesión en internet con Shrek. Los videos muestran al personaje dentro de mundos de glitches, imágenes aterrorizantes y referencias a Smash Mouth". Dentro de estos videos se han incluido parodias como "Shrek It Ralph" y "Shreking Ball", así como Shrek Gets Spooked (Asustan a Shrek), el crossover con la serie de novelas Goosebumps de R. L. Stine, el cual ya tenía cerca de dos millones de vistas para antes de octubre de 2015.
En noviembre de 2018, el grupo de comedia 3GI, organizador del Shrekfest, un festival con temática de Shrek que comenzó en 2014, lanzó Shrek Retold, una nueva versión toma por toma que parodia la película de Shrek. Esta producción se logró con un equipo de más de 200 artistas. Una secuela titulada Shrek 2 Retold se estrenó un año después, tras la presentación del tráiler promocional en el Shrekfest 2019.

## Análisis y recepción
El fan art intencionalmente malo, las animaciones de Shrek, así como la lealtad hacia la canción "All Star" del grupo de pop rock Smash Mouth, la cual aparece en la primera película de la serie, también se consideran rasgos de la obsesión de internet por Shrek. Sims escribió que una de las posibles razones de la afición de los fans de Shrek en internet era que la franquicia era una representación de "todo lo que inicialmente era emocionante y se volvió condescendiente" al principio de la década de los 2000 y afirmó que "es un referente de tantas cosas que amamos antes de darnos cuenta de lo vacías que son". También escribió que, como con otros memes, la navaja de Ockham es un factor en el éxito del mismo: "Shrek tiene una cara divertidamente estúpida y cuando pones esa cara en lugares extraños el resultado es un risa barata". La apreciación en línea hacia Shrek también se ha descrito como irónica. La ex investigadora de Know Your Meme, Amanda Brennan, describió esto como "una subversión de la cultura brony, pues tomó algo relativamente infantil hecho con buenas intenciones para convertirlo en una apreciación irónica". Sims llegó a compartir un sentimiento similar respecto a Shrek al remarcar que, como otros memes de Internet, era un "chiste gigante colectivamente aceptado. Nadie dice que la saga de Shrek es una obra maestra cinematográfica, incluso cuando Dreamworks la tiró por la borda tan fuerte como pudo".
 

Alan Hanson, un colaborador para The Awl, quien se reía abiertamente de ShrekChan y sitios similares, encontró el lado más oscuro de la obsesión por Shrek en internet: 
Mucho del contenido sobre Shrek es él haciendo muecas horribles con recelo. Las películas de niños y los cuentos de hadas ya son inherentemente oscuros y el propio Shrek trata de mostrar el lado más oscuro de ellos, así que es casi natural el irse adentrando en el "pantano" de Shrek, el "Drek" como suelen llamarlo. Si Shrek es amor, Drek es todo lo que no es Shrek. 
Hanson describió a los departamentos de los fans como un "pantano", lo que es "encantador porque es tu espacio y está repleto de cosas que te hacen sentir bien, incluso cuando esas mismas cosas sean asquerosas o les disgusten a los demás". También escribió que las personas a las que no les gustaba Shrek se les llamaba "Farquaads", pero después de eso lamentablemente siguen muchos insultos, entre ellos insultos raciales y homofóbicos (f-word y n-word)".

## Impacto del Doblaje en Latinoamérica

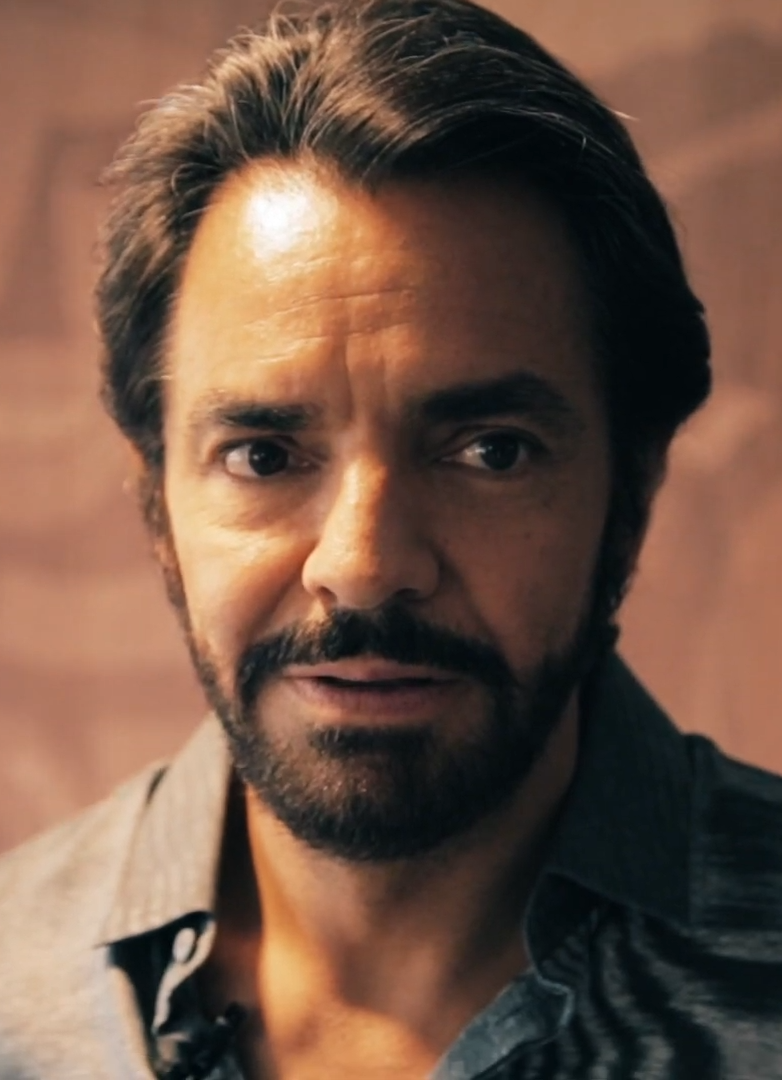
Eugenio Derbez, comediante y productor quien dio voz al personaje de Donkey en el doblaje latinoamericano.

El doblaje Latinoamericano de Shrek fue un factor clave para el establecimiento del fandom en Latinoamérica, pues el doblaje de las 4 películas de Shrek contaban con una cantidad considerable de chistes de doble sentido característicos en el humor latinoamericano y referencias populares a la cultura popular de México, lo que creaba un sentido de familiaridad en el público latino, Eugenio Derbez, el actor encargado de doblar a Donkey (Burro en el territorio) en todas las películas atribuyó el éxito del doblaje a la libertad creativa que le dieron para doblar a su personaje: “Me dejan hacer casi todo lo que yo quiero con los diálogos del burro y creo que por esa razón ha tenido muy buena recepción en el público latinoamericano. En general, pienso que el burro es un animal representativo de lo mexicano y con esa intención es que hago el doblaje”. Además, el actor también señaló que su interpretación de burro se volvió todavía más icónica que la versión original hecha por el comediante Eddie Murphy, pues relató que el público latinoamericano terminó prefiriendo su versión a la del comediante estadounidense: “Mi burro ha tenido un mayor impacto que en la versión en inglés; no quiero decir que sea mejor, yo respeto y admiro a Eddie Murphy pero definitivamente el doblaje en español ha tenido su propia vida."